# Staffan Persson
Staffan Persson, född 6 december 1933 i Örnsköldsvik, död 13 oktober 1984 i Djursholm, var en svensk ekonom och professor i ekonomisk informationshantering vid Handelshögskolan i Stockholm.
Staffan Persson växte upp i Norrköping. Han disputerade vid Handelshögskolan i Stockholm 1968 på doktorsavhandlingen Some sequence extrapolation programs: a study of representation and modeling in inquiring systems och blev därigenom ekonomie doktor (ekon.dr).
Han var professor i ekonomisk informationshantering vid Handelshögskolan i Stockholm 1969–84.

## Familj
Han var gift med psykologen och bankdirektören Anna Persson samt var far till Daniel Persson, senare Collert.